# Union Sportive Ouest Mitidja
Pour les articles homonymes, voir USOM.
Maillots
L'Union Sportive Ouest Mitidja (en arabe : الاتحاد الرياضي لغرب متيجة), plus couramment abrégé en US Ouest Mitidja, est un club algérien de football fondé en 1927 après une fusion entre le Jeunesse sportive de Mouzaiaville (fondé le 3 mars 1920) et le Football Club d'El Affroun (fondé le 10 octobre 1920), puis dissout en 1962, et situé dans la ville de Mouzaia.
Il évoluait au stade municipal de Mouzaia.

## Histoire
L'Union Sportive Ouest Mitidja est créée en 1927 dans la ville de Mouzaia, par des colons européens qui étaient des amateurs de sport et de football.
Le 15 avril 1934, l'US Ouest Mitidja joue la demi-finale de la Coupe d'Afrique du Nord 1933-1934, , contre l'US Marocaine.

## Palmarès
| Compétitions nationales |
| --- |
| - Ligue d'Alger de Football Association,: - Division d'honneur : - Troisième : 1928 et 1929 - Promotion d'honneur : - Champion : 1933 et 1938 |

### Classement en championnat d'Alger par année
- 1927-28 : Division d'Honneur, 3e
- 1928-29 : Division d'Honneur, 3e
- 1929-30 : Division d'Honneur, ?e
- 1930-31 :
- 1931-32 :
- 1932-33 : Promotion d'Honneur, 1re  Champion
- 1933-34 : Division d'Honneur, 4e
- 1934-35 : Division d'Honneur, ?e
- 1935-36 : Division d'Honneur, 6e
- 1936-37 : Division d'Honneur, 10e
- 1937-38 : Promotion d'Honneur, 1re  Champion
- 1938-39 : Division d'Honneur, 10e
- 1939-40 : Division d'Honneur, ?e
- 1940-41 : Division d'Honneur, ?e
- 1941-42 : Division d'Honneur, 10e
- 1942-43 : Division d'Honneur, ?e
- 1943-44 : Division d'Honneur, ?e
- 1944-45 : Division d'Honneur, ?e
- 1945-46 : Division d'Honneur, ?e
- 1946-47 : Division d'Honneur, 9e
- 1947-48  : Division d'Honneur, 11e
- 1948-49 : Division d'Honneur, ?e
- 1949-50 : Division d'Honneur, 11e
- 1950-51 : Division d'Honneur, 12e
- 1951-52 : Première Division, ?e
- 1952-53 :
- 1953-54 :
- 1954-55 :
- 1955-56 :
- 1956-57 :
- 1957-58 :
- 1958-59 :
- 1959-60 :
- 1960-61 :
- 1961-62 :

## Personnalités du club

### Entraîneur du club
- Krotnau
- Miraman
- M.Schmit

### Anciens joueurs du club
Quelques joueurs qui ont marqué l'histoire de l'US Ouest Mitidja.
- Gaston Andrada
- Lulu Rouquier
- Chérif Akli